# 王正敏
王正敏（1935年11月18日—），浙江宁波人，中国听觉医学专家，中国科学院院士。复旦大学耳鼻喉国家重点学科主任，中国卫生部听觉医学科学研究所所长，卫生部听觉医学重点实验室主任。

## 生平
1952年9月至1955年7月，就读于上海医学院，获学士学位，1965年7月，获硕士。1980年2月至1982年9月，就读于瑞士苏黎世大学，获耳鼻喉科博士学位。
任职有上海市听觉医学科学研究所所长，上海市临床医学听觉医学中心主任。兼任中华医学会理事，上海医学会耳鼻喉科学会名誉主委，美国《颅底外科》编委，《中国眼耳鼻喉科》主编，第一、二、三、五届亚太国际人工耳蜗大会理事。曾任教育部第四科学技术学部学部委员，上海医学会耳鼻喉科学会主任委员，国际听力学学会执委，世界聋联听觉医学委员会委员，国际人工耳蜗（亚太区）常委，国际颅底学会委员等。

## 争议
2014年1月，央视曝光了王正敏遭学生王宇澄举报学术抄袭、科研剽窃等事件。王宇澄称王正敏至少57篇论文涉抄袭，还“克隆”国外“人工耳蜗”样机冒充自主研发。央视记者调查发现，王正敏团队以各种名义报项目，仅2012年就获经费4000多万。此外，四名中国科学院院士刘新垣、戚正武、洪国藩、姚开泰联名上书请求除名王正敏。